# الناتج المحلي الإجمالي المعدل بيئيا

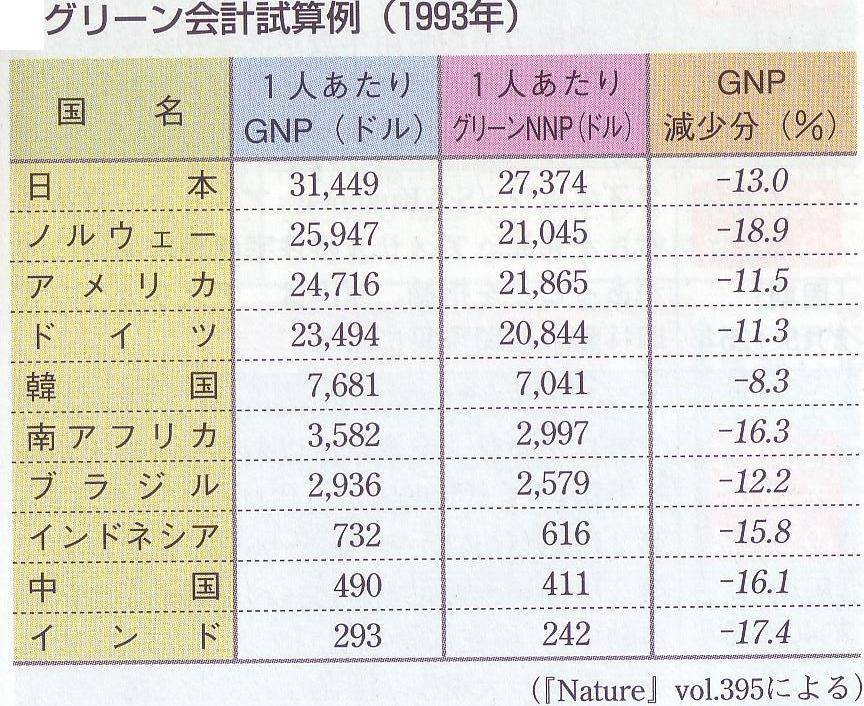

الناتج المحلي الإجمالي المعدل بيئياً أو الأخضر (GGDP) هو مؤشر للنمو الاقتصادي مع العواقب والمشاكل البيئية لهذا النمو في الناتج المحلي الإجمالي التقليدي للبلد. الناتج المحلي الإجمالي الأخضر ينتقد فقدان التنوع البيولوجي، ويحسب التكاليف الناجمة عن تغير المناخ. يفضل بعض خبراء البيئة المؤشرات المادية (مثل «نسبة النفايات لكل فرد» أو «انبعاثات ثاني أكسيد الكربون سنويًا»)، والتي يمكن تجميعها لمؤشرات مثل «مؤشر التنمية المستدامة».